# Neomochtherus hypopygialis
Neomochtherus hypopygialis är en tvåvingeart som först beskrevs av Schaeffer 1916.  Neomochtherus hypopygialis ingår i släktet Neomochtherus och familjen rovflugor. Inga underarter finns listade i Catalogue of Life.